# Begraafplaats Noordlaren

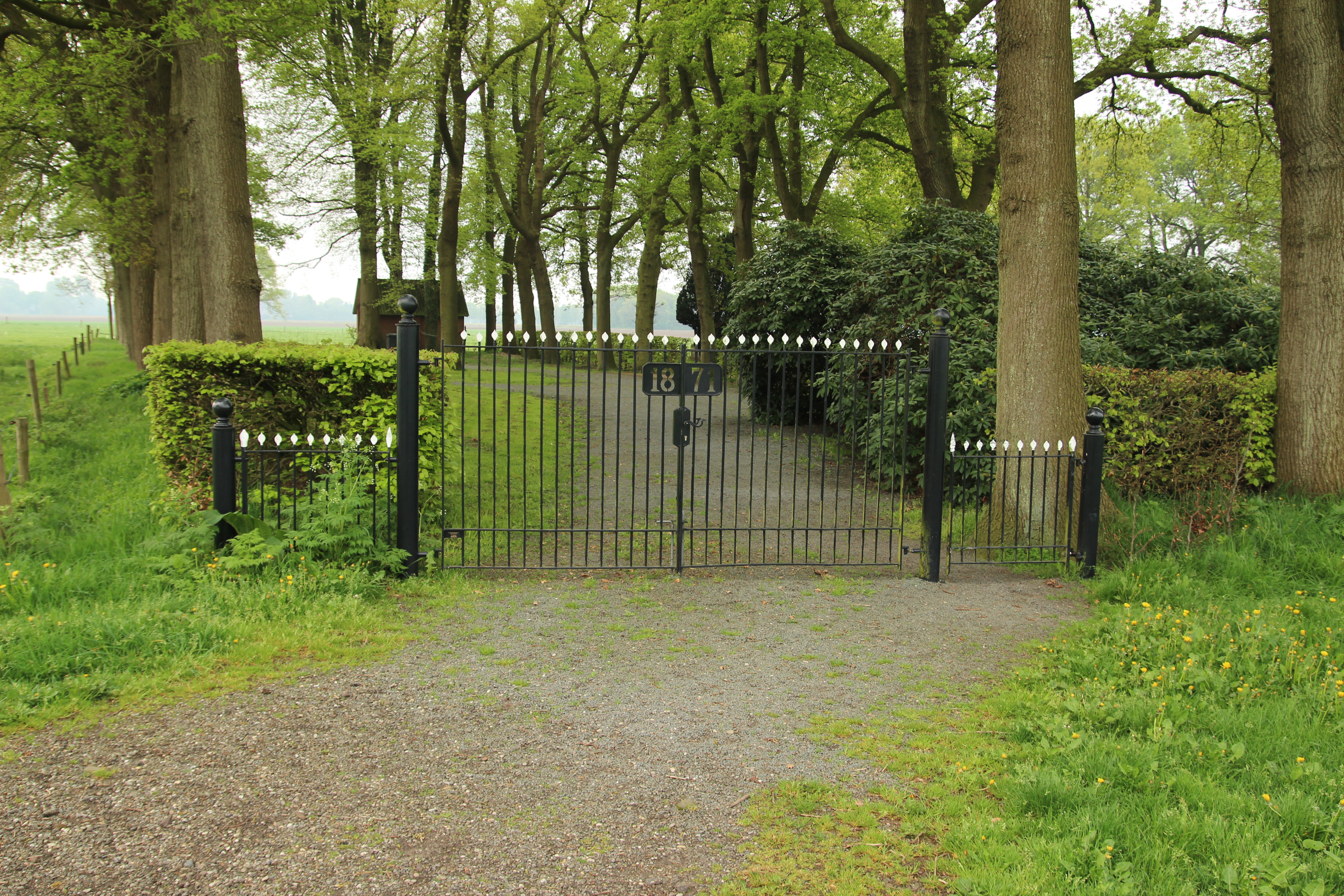
Toegang tot de begraafplaats

De begraafplaats van Noordlaren aan de Zuidlaarderweg 67 is een begraafplaats uit 1871. De begraafplaats wordt beheerd door de Protestantse gemeente Noordlaren-Glimmen. Het is een gemeentelijk monument. Het smeedijzeren hek dat de toegang markeert dateert uit 1923.

## Indeling
Voor de begraafplaats ligt een voorhof waar rouwstoeten eenvoudig kunnen keren. In de hoek van dit voorhof staat het baarhuisje met ervoor een nortonpomp. De begraafplaats wordt door een breed middenpad in tweeën gedeeld. Vooraan liggen links perken B I en C I en erachter C II en B II. Rechts van het middenpad liggen vooraan perken A I en A II en achteraan perken A III en A IV. Achteraan de begraafplaats zijn begin 21e eeuw nieuwe grafperken aangelegd.
De grafperken A I en A II zijn het oudst en bevatten vooral graven van rijke boerenfamilies, waaronder enkele grafkelders. Ook is er een perk voor de predikanten uit de pastorie op de begraafplaats. Bekende begravenen zijn schrijvers Jan Fabricius en (zijn zoon) Johan Fabricius, orgelbouwer Petrus van Oeckelen (en Cornelis Aldequintus van Oeckelen),  tabaksfabrikant Theodorus Niemeijer en afrikanist en maritiem antropoloog Adriaan Hendrik Johan Prins. Het graf van Johan Fabricius is een meerpaal. Op deze meerpaal stond oorspronkelijk een zeilschip, dat later echter is verdwenen.

## Geschiedenis
Eind jaren 1860 werd besloten tot het aanleggen van een begraafplaats bij Noordlaren. Dit hing waarschijnlijk samen met een grote bevolkingsgroei in die tijd, waardoor het bestaande kerkhof te klein begon te worden. Na het overlijden van een boer kwam er in 1867 een stuk grond beschikbaar dat samen met een paar aanliggende stukken van andere eigenaren werd aangekocht in de jaren 1869 en 1870 De aanleg vond vervolgens plaats tussen 1870 en 1871. In de herfst van 1870  werden de sloten gegraven. Voor de aanplant rondom de begraafplaats werden ‘5500 eiken potelings’ aangekocht (deels voor later hakhout) en voor de andere hagen op de begraafplaats 2000 jonge beuken. In dezelfde periode werden door timmerman Hendrik S. Timmer het baarhuisje gebouwd en houten nummerpalen geplaatst voor het aangeven van de verschillende grafvakken.
De begraafplaats bood bij de opening plaats aan 768 personen verdeeld over 4 grafperken: A I en A II vooraan (noordoosten; rechts van de ingang) en A III en A IV ernaast (noordwesten; rechts van de ingang achter AI en AII). Elk grafperk werd ingedeeld in 16 slagen van elk 12 graven. De begraafplaats moest terugverdiend worden en dat was te merken aan de kosten voor de graven. Deze werden al voor de aanleg doorgaans in slagen van 12 graven verkocht voor 36 gulden; een groot bedrag voor die tijd. In grafperken A I en A II liggen dan ook alleen leden van rijke boerenfamilies. In deze slagen bevinden zich ook enkele grafkelders. Graven waren ook los te koop, maar ook dan bleef het een dure aangelegenheid. Er waren daarom meer mogelijkheden: Grafperk A IV werd bestemd voor huurgraven die voor 5 gulden voor een periode van 15 jaar konden worden gehuurd. Meestal werd deze periode niet verlengd Grafperk A III was bestemd voor diaconiebehoeftigen. Zij kregen een gratis begrafenis in dit 'diaconieperk'. Dit vak was echter ook als eerste vol: In 1894, 22 jaar na de opening, lagen hier al 263 personen begraven.
Tussen 1894 en 1895 werd daarom wegens het grote aantal begravingen de begraafplaats uitgebreid met grafperken B I (links van de ingang) en B II  (links van de ingang achterin) en C I (links van de ingang ten zuiden van BI) en C II (links van de ingang ten zuiden van B II). Grafperk B II werd weer aangewezen als diaconieperk. Deze perken zijn minder breed en konden daarom per slag maar 8 graven herbergen (in plaats van 12). Door deze uitbreiding nam het totale aantal plekken toe tot ongeveer 1400. Voor de nieuwe aanleg werden 149 telgen en 1000 beuken aangekocht Bij deze uitbreiding werd in 1894 ook de toegangsweg aangepast. Dit was een zandweg die uitkwam tussen twee nog bestaande huizen.
In 1908 en de jaren erna verkeerde het kerkhof in slechte staat. Dit gold vooral voor de diaconiegraven die door niemand onderhouden werden. Daar werd in 1911 daarom klaverzaad gezaaid.
In 1923 kreeg het kerkhof een nieuw hekwerk. Een jaar later werd het toegangspad verhard. De huidige toegangsweg (een klinkerweg) werd aangelegd bij de ruilverkaveling in de jaren 1930. In 1939 werd bij het baarhuisje een nortonpomp geslagen voor water op het kerkhof.
In 1985 zat de hervormde kerk in geldnood en werden door de kerkvoogdij daarom ook grafrechten aan mensen van buiten het dorp verkocht. Hierdoor daalde het aantal beschikbare plekken echter ook en in 2005 waren er alleen nog maar 15 graven te huur, zodat de eigen bevolking er niet meer allemaal kon worden begraven. De verwachting was toen dat deze rond 2015 zouden zijn vergeven. Sindsdien is de begraafplaats uitgebreid met nieuwe grafperken achter de begraafplaats. In 2015 waren daar echter nog geen graven aanwezig.
De begraafplaats werd rond 1985 en tussen 2005 en 2006 gerestaureerd door vrijwilligers met hulp van Stichting Landschapsbeheer Groningen. Het hek werd in 2008 hersteld.

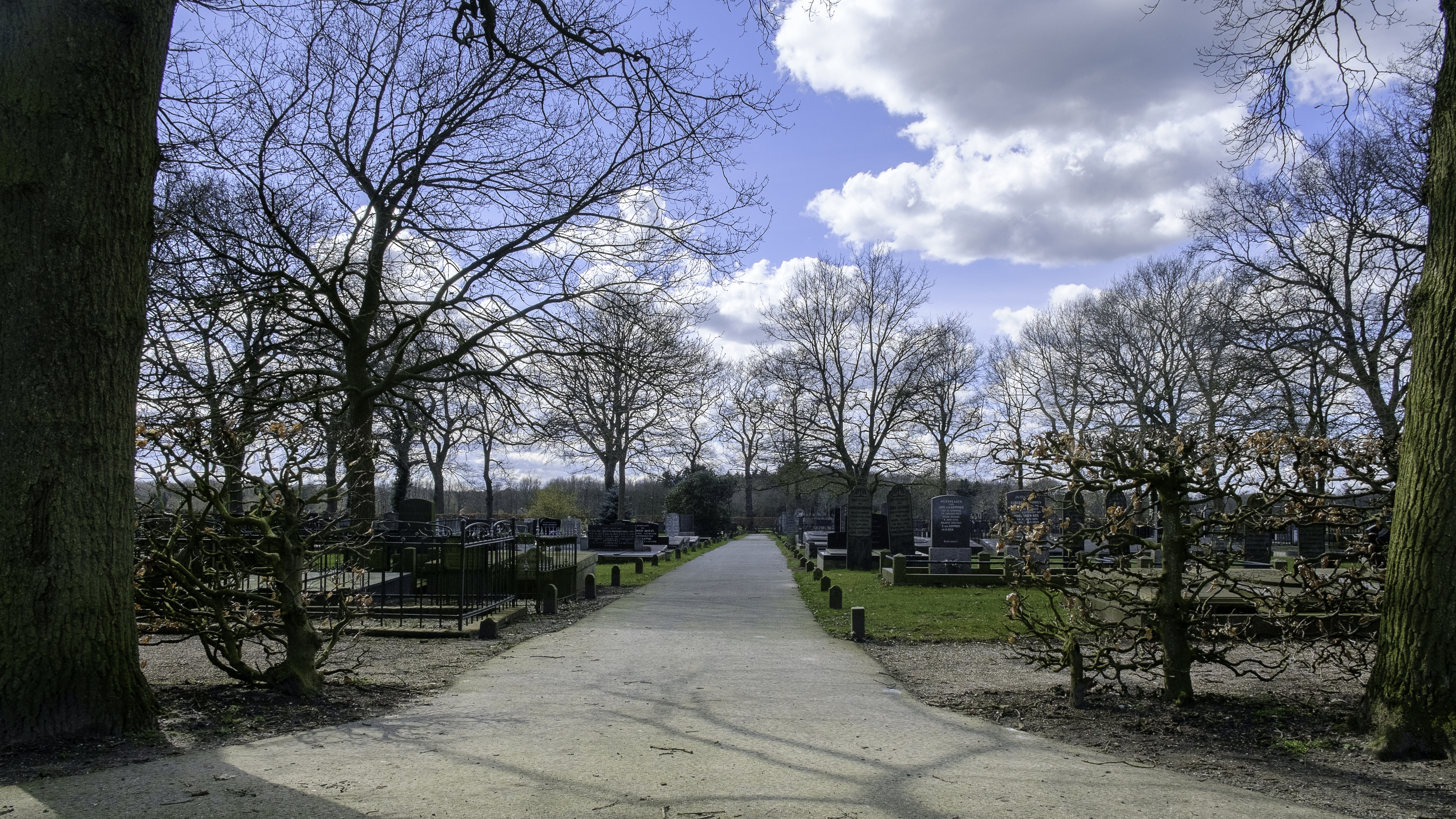
Overzicht begraafplaats met direct rechts perken A I en A III en direct links perken B I en B II
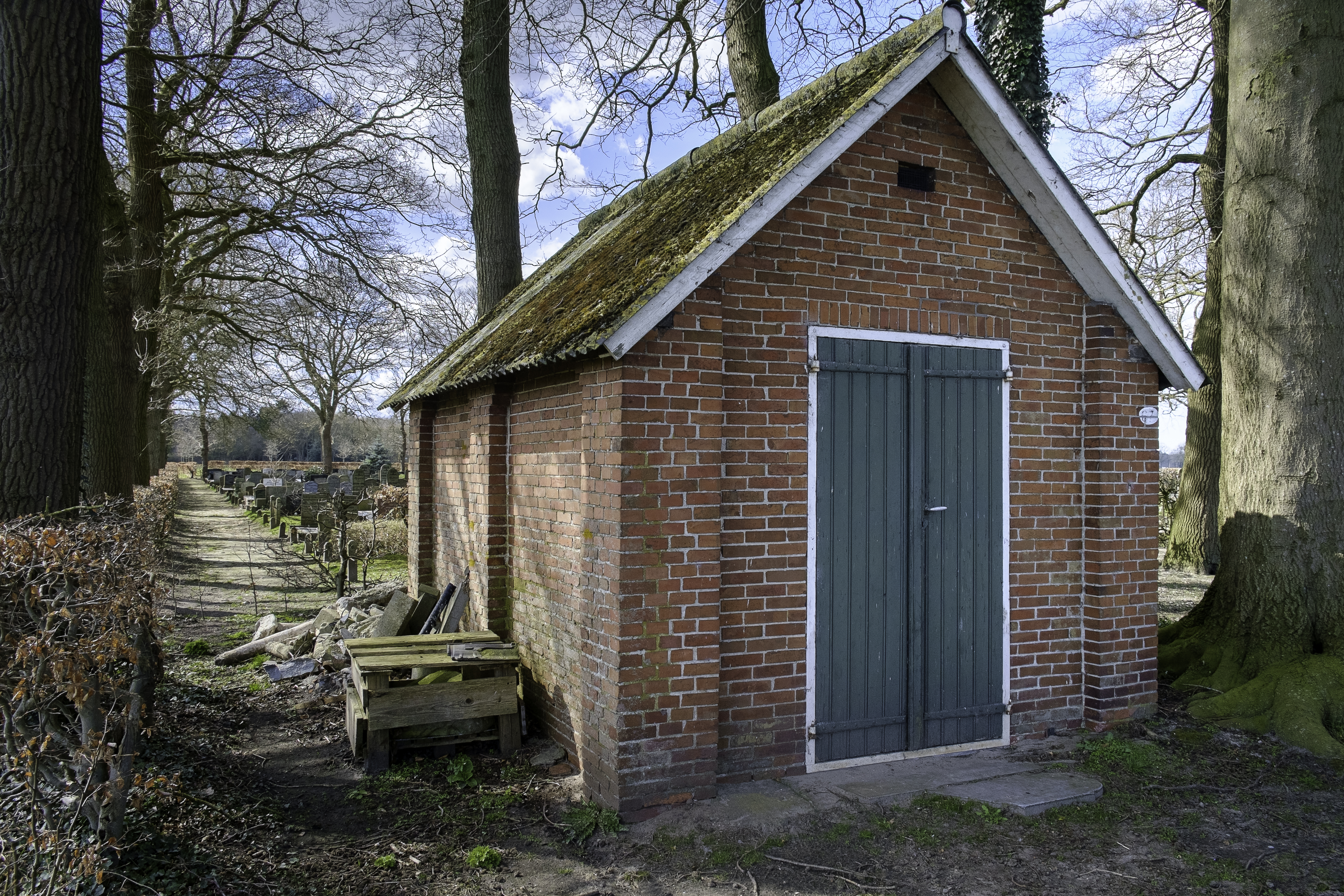
Voorzijde baarhuisje
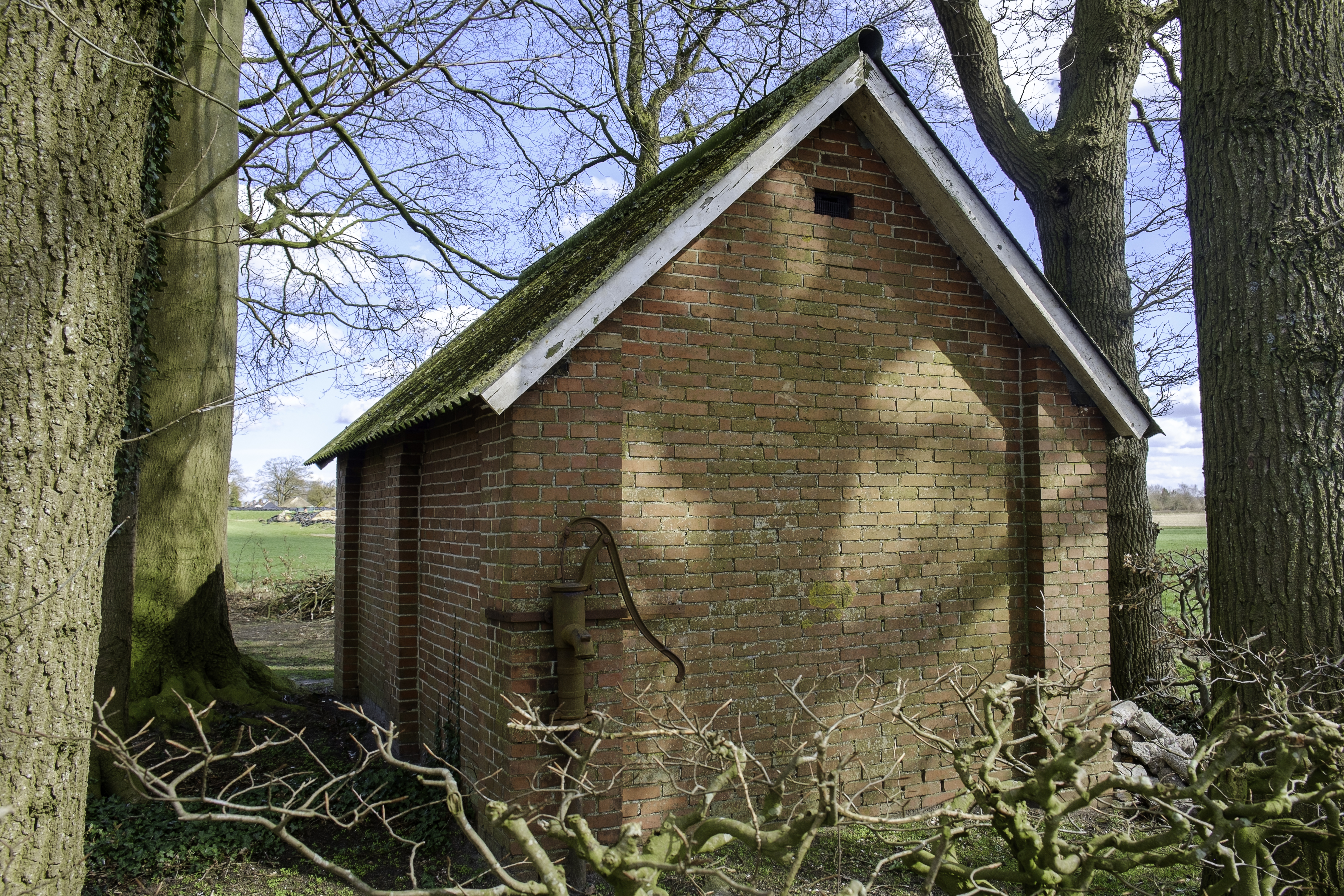
Achterzijde baarhuisje met links de nortonpomp
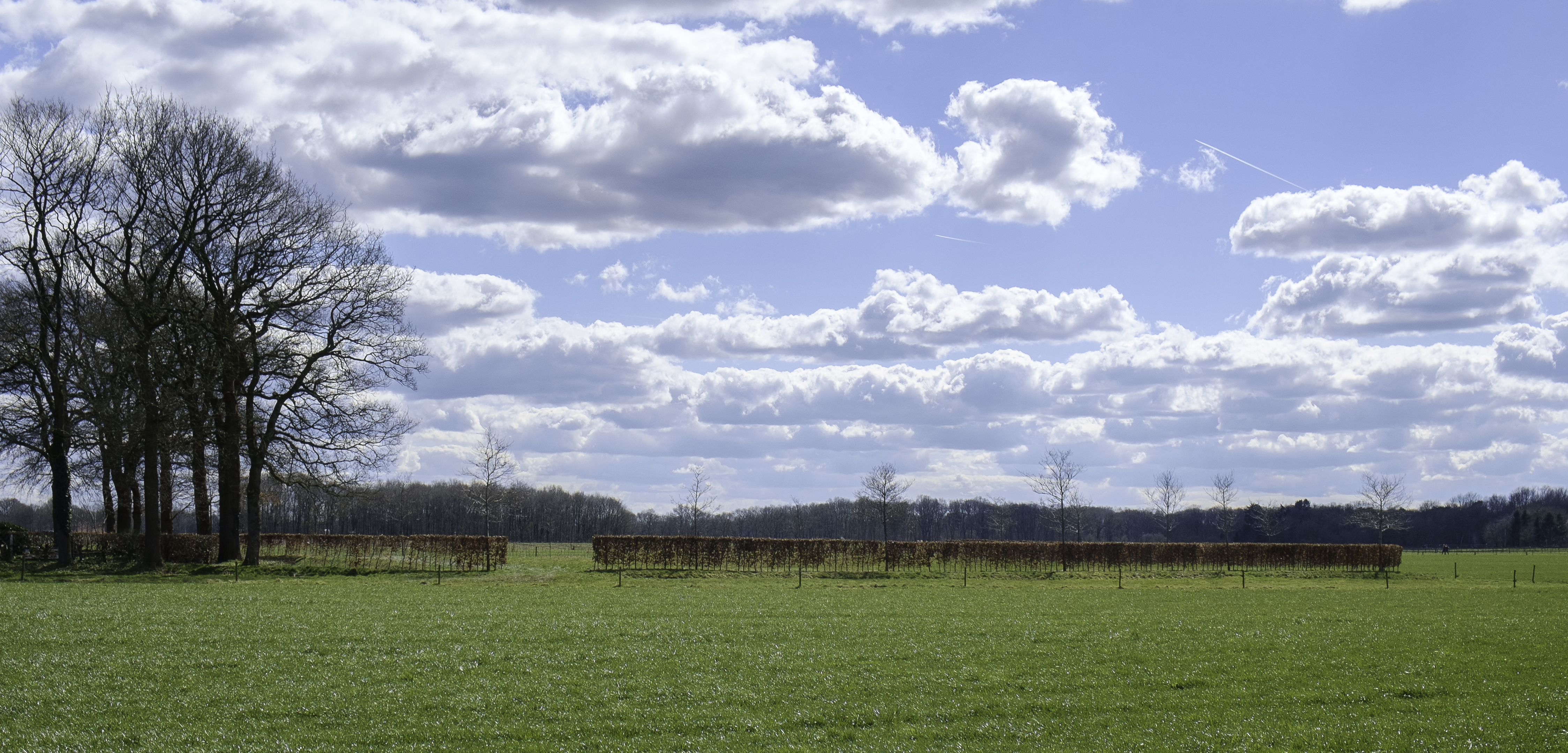
Nieuwe uitbreiding gezien vanaf de Pollseweg